# Грань (сезон 4)
Четвёртый сезон телесериала «Грань», который транслировался на телеканале Fox с 23 сентября 2011 года по 11 мая 2012 года. Сезон включает в себя 22 эпизода. В России сериал был показан на телеканале ТВ3.

## Сюжет
В сериале рассказывается о специальном агенте ФБР Оливии Данэм, безумном учёном Уолтере Бишопе и его сыне Питере, которые исследуют аспекты науки «за гранью», такие как телепатия, левитация, невидимость, реинкарнация, генетическая мутация и так далее. Происходит ряд загадочных событий, называемых «Моделью».
В «Модель» входят такие явления, как ускоренное старение (новорождённый ребёнок за считанные минуты взрослеет и умирает), необъяснимые явления (автобус наполняется странным веществом, которое мгновенно затвердевает, а пассажиры становятся как москиты в янтаре) и многие другие аномалии.
Это выглядит так, как будто кто-то экспериментирует над целым миром, а Оливия, Питер и Уолтер берутся за расследование этих странных событий, чтобы определить их источник. Они обнаруживают связь «Модели» с корпорацией под названием «Мэссив Дайнемик», которая является ведущей глобальной исследовательской компанией, с множеством патентов на новые и важные технологии.
По мере расследования аномальных явлений, они узнают, что существует параллельная Вселенная, где есть другая Оливия Данэм и другой Уолтер Бишоп. Уолтер из нашей Вселенной нарушил баланс между Мирами, забрав из параллельной Вселенной смертельно больного Питера. Как следствие этого и появилась «Модель». Но как выяснилось позже, все это лишь огромный план, который долгое время воплощался «наблюдателями».

## В ролях

### Основной состав
| - Анна Торв — Оливия Данэм (21 эпизод) - Джошуа Джексон — Питер Бишоп (22 эпизода) - Джон Ноубл — Уолтер Бишоп (22 эпизода) - Лэнс Реддик — Филипп Бройлз (21 эпизод) | - Блэр Браун — Нина Шарп (14 эпизодов) - Джесика Николь — Астрид Фарнсворт (22 эпизода) - Сет Гейбл — Линкольн Ли (17 эпизодов) |

### Второстепенный состав
| - Майкл Керверис — Сентябрь/Наблюдатель (6 эпизодов) - Джаред Харрис — Дэвид Роберт Джоунс (5 эпизодов) - Мишель Крусик — Надин Парк (3 эпизода) - Юджин Липински — Декабрь/Наблюдатель (3 эпизода) | - Леонард Нимой — доктор Уильям Белл (3 эпизода) - Орла Брейди — Элизабет Бишоп (2 эпизода) - Ребекка Мадер — Джессика Холт (2 эпизода) - Райан Макдональд — Брэндан Файетт (1 эпизод) |

## Эпизоды
| № общий | № в сезоне | Название                                                         | Режиссёр           | Автор сценария                                                                                     | Дата премьеры          | Произв. код   | Зрители в США (млн) |
| --- | ---------- | ---------------------------------------------------------------- | ------------------ | -------------------------------------------------------------------------------------------------- | ---------------------- | ------------- | ------------------- |
| 66 | 1          | «Neither Here Nor There» «Ни тут, ни там»                        | Джо Шаппелл        | История: Акива Голдсман, Дж. Х. Уаймен и Джефф Пинкнер Телесценарий: Дж. Х. Уаймен и Джефф Пинкнер | 23 сентября 2011       | 3X7001        | 3,48                |
| Проходит всего неделя после того, как обе Вселенные заключили договор и согласились работать вместе. Оливия расследует случай, когда агент Линкольн Ли стал свидетелем гибели своего напарника при загадочных обстоятельствах. Уолтер Бишоп видит Питера сначала в своей лаборатории, а затем и дома и очень пугается, так как думает, что сходит с ума. |            |                                                                  |                    | |                        |               |                     |
| 67 | 2          | «One Night in October» «Ночь в Октябре»                          | Брэд Андерсон      | Эллисон Шапкер и Моника Овусу-Брин                                                                 | 30 сентября 2011       | 3X7002        | 3,05                |
| В другой вселенной совершено 23 жестоких убийства, которые совершил профессор Джон МакКлеллан. Он скрылся, и подразделение «За гранью» попросило Оливию перевезти Джона МакКленнана из нашей вселенной, чтобы он смог помочь в поисках другой своей версии. Уолтер начинает слышать голос Питера, просящего его о помощи. |            |                                                                  |                    | |                        |               |                     |
| 68 | 3          | «Alone in the World» «Один во всем мире»                         | Мигель Сапочник    | Дэвид Фьюри                                                                                        | 7 октября 2011         | 3X7003        | 3,18                |
| Двое мальчиков, пропавших всего несколько часов назад были найдены мертвыми на последней стадии разложения. Уолтер понимает, что убил их некоторый аморфный организм типа плесени, который развил нейросистему наподобие человеческой. Уолтер продолжает видеть и слышать Питера и понимает, что помочь ему может только лоботомия. Оливия вовремя останавливает его и рассказывает Уолтеру, что видела того же человека во сне. Они понимают, что Питер - реальный человек. |            |                                                                  |                    | |                        |               |                     |
| 69 | 4          | «Subject 9» «Объект 9»                                           | Джо Шаппелл        | Джефф Пинкнер, Дж. Х. Уаймен и Акива Голдсман                                                      | 14 октября 2011        | 3X7004        | 3,16                |
| Оливия обнаруживает опасные силы, которые могут быть связаны с прошлыми экспериментами кортексифана. Расследование заставляет Уолтера покинуть лабораторию впервые за многие годы и поехать в «Мэссив Дайнемик», чтобы изучить старые файлы. Уолтер испытывает сложности, так как он сталкивается лицом к лицу со страхами из прошлого. |            |                                                                  |                    | |                        |               |                     |
| 70 | 5          | «Novation» «Новация»                                             | Пол Холахан        | Дж. Р. Орси и Грэм Роланд                                                                          | 4 ноября 2011          | 3X7005        | 3,21                |
| События обостряются с появлением гибридов. Бывший сотрудник «Мэссив Дайнемик» неохотно становится частью событий. Нина Шарп присоединяется к Уолтеру в лаборатории. |            |                                                                  |                    | |                        |               |                     |
| 71 | 6          | «And Those We've Left Behind» «Те, кого мы оставили позади»      | Брэд Андерсон      | Роберт Чиапетта и Глен Уитман                                                                      | 11 ноября 2011         | 3X7006        | 3,07                |
| Команда должна найти связь между временными сдвигами. Выясняется что их причиной являются электротехник Реймонд и его жена Кейт. Питер начинает подозревать что вернулся не в свой мир. |            |                                                                  |                    | |                        |               |                     |
| 72 | 7          | «Wallflower» «Одиночка»                                          | Энтони Хэмингуэй   | Мэтт Питтс и Джастин Дабл                                                                          | 18 ноября 2011         | 3X7007        | 2,88                |
| Какая-то невидимая сила убивает человека, и его тело начинает приобретать призрачный белый цвет. Это не единичный случай. Существуют основания связывать невидимого убийцу с кем-то, кто умер из-за неизвестной генетической болезни. |            |                                                                  |                    | |                        |               |                     |
| 73 | 8          | «Back to Where You've Never Been» «Туда, где вы никогда не были» | Жанно Шварц        | Дэвид Фьюри и Грэм Роланд                                                                          | 13 января 2012         | 3X7008        | 2,87                |
| Оливия и Линкольн вынуждены принять срочные меры для борьбы с гибридами с прозрачной кожей. Одновременно они пытаются помочь Питеру найти дорогу домой. |            |                                                                  |                    | |                        |               |                     |
| 74 | 9          | «Enemy of My Enemy» «Враг моего врага»                           | Джо Шаппелл        | Моника Овусу-Брин и Эллисон Шапкер                                                                 | 20 января 2012         | 3X7009        | 3,19                |
| Питер все ещё находится в параллельной реальности, где подразделение «За гранью» сталкивается со старым противником подразделения «За гранью» из другого времени. |            |                                                                  |                    | |                        |               |                     |
| 75 | 10         | «Forced Perspective» «Вынужденная перспектива»                   | Дэвид Соломон      | Итан Гросс                                                                                         | 27 января 2012         | 3X7010        | 3,33                |
| Оливия все ещё не в себе от ужасного предостережения наблюдателя. А Питер и другие члены подразделения «За гранью» пытаются предупредить преступление с помощью девушки со сверхъестественной способностью предсказывать смерть. |            |                                                                  |                    | |                        |               |                     |
| 76 | 11         | «Making Angels» «Сотворяя ангелов»                               | Чарльз Бисон       | Акива Голдсман, Дж. Х. Уаймен и Джефф Пинкнер                                                      | 3 февраля 2012         | 3X7011        | 3,20                |
| Астрид из нашей реальности ждет встреча с нежданным гостем - её двойником из параллельной вселенной. А в это время Оливия и Питер ищут преступника, который убивает людей из-за желания оказать им помощь. Осложняет ситуацию то, что руках преступника оказывается токсин, возможно созданный с помощью магии. |            |                                                                  |                    | |                        |               |                     |
| 77 | 12         | «Welcome to Westfield» «Добро пожаловать в Вестфилд»             | Дэвид Стрейтон     | Дж. Р. Орси и Грэм Роланд                                                                          | 10 февраля 2012        | 3X7012        | 3,05                |
| Оливия, Питер и Уолтер сталкиваются лицом к лицу с загадочным и устрашающим сверхъестественным явлением. Более того, они оказываются в ловушке в городе, из которого нет выхода. |            |                                                                  |                    | |                        |               |                     |
| 78 | 13         | «A Better Human Being» «Лучше, чем человек»                      | Джо Шаппелл        | История: Глен Уитман и Роберт Чиаппетта Телесценарий: Элисон Шапкер и Моника Овусу-Брин            | 17 февраля 2012        | 3X7013        | 3,00                |
| Команда «За гранью» изучает душевно больного человека, связанного с несколькими убийствами. Ужасающие улики и догадки приводят Оливию к шокирующему открытию. |            |                                                                  |                    | |                        |               |                     |
| 79 | 14         | «The End of All Things» «Конец всего»                            | Джефф Хант         | Дэвид Фьюри                                                                                        | 24 февраля 2012        | 3X7014        | 3,08                |
| Оливию похищает Джонс для эксперимента с лампочками. Вместе с ней похищают и Нину, которую используют как средство воздействия на Оливию. Команда пытается их отыскать. При изучении одной из зацепок в лабораторию приходит раненый Сентябрь. |            |                                                                  |                    | |                        |               |                     |
| 80 | 15         | «A Short Story About Love» «История о любви»                     | Дж. Х. Уаймен      | Дж. Х. Уаймен и Грэм Роланд                                                                        | 23 марта 2012          | 3X7015        | 2,88                |
| После шокирующих и эмоциональных открытий Питер оценивает возможные пути решения проблем, которые у него есть. А в это время команда «За гранью» преследует убийцу, цель которого - любовь. |            |                                                                  |                    | |                        |               |                     |
| 81 | 16         | «Nothing As It Seems» «Все не такое, как кажется»                | Фредерик И. О. Туа | Джефф Пинкнер и Акива Голдсман                                                                     | 30 марта 2012          | 3X7016        | 3,08                |
| Подразделение сталкивается со случаем, который кажется Питеру очень знакомым, хоть и происходит в новой реальности. Уолтер очень рад тому, что Питер и Оливия вместе, и понимает, что ему очень не хватало семьи. |            |                                                                  |                    | |                        |               |                     |
| 82 | 17         | «Everything in Its Right Place» «Все на своих местах»            | Дэвид Мокснесс     | История: Дж. Р. Орси и Мэттью Питтс Телесценарий: Дэвид Фьюри и Дж. Р. Орси                        | 6 апреля 2012          | 3X7017        | 3,01                |
| Действие происходит в параллельной вселенной. Агент Ли, доставлявший подразделению «За гранью» материалы о Дэвиде Роберте Джонсе, становится частью расследования дела о ранней версии оборотней. Это может вывести команду на след Джонса. Погибает капитан Ли. |            |                                                                  |                    | |                        |               |                     |
| 83 | 18         | «The Consultant» «Консультант»                                   | Жанно Шварц        | Кристин Лаваф                                                                                      | 13 апреля 2012         | 3X7018        | 2,84                |
| В обеих Вселенных происходят идентичные трагедии. Подразделения «За гранью» объединяются, чтобы вместе выяснить в чем дело. Другая Оливия подозревает, что это дело рук Джонса и, после похорон напарника, пытается найти крота. Поиски предателя заканчиваются шокирующим открытием. |            |                                                                  |                    | |                        |               |                     |
| 84 | 19         | «Letters of Transit» «Документы на транзит»                      | Джо Шаппелл        | Акива Голдсман, Дж. Х. Уаймен и Джефф Пинкнер                                                      | 20 апреля 2012         | 3X7019        | 3,03                |
| Бостон, 2036 год. Наблюдатели захватили контроль над миром. Первое подразделение «За гранью» считается уничтоженным. Но девушка Генриетта с уникальными способностями обнаруживает команду в янтаре и, вызволяя их оттуда, находит то, что давно потеряла — своих родителей. |            |                                                                  |                    | |                        |               |                     |
| 85 | 20         | «Worlds Apart» «Разделенные мирами»                              | Чарльз Бисон       | История: Грэм Роланд Телесценарий: Мэттью Питтс и Николь Филлипс                                   | 27 апреля 2012         | 3X7020        | 3,09                |
| Обеспокоенный Уолтер собирает представителей всех версий подразделения «За гранью» на «мосту», полагая, что он понял замысел Джонса - создание нового мира, где законы физики созданы и контролируемы им самим. А тем временем, Джонс активирует детей, на которых испытывали кортексифан, чтобы создать коллапс двух миров. Старый друг Оливии отказывается ей помочь, и чтобы остановить разрушение, команды «За гранью» принимают решение о закрытии "моста". Агент Ли остается с другой Оливией в параллельной вселенной. |            |                                                                  |                    | |                        |               |                     |
| 8687 | 2122       | «Brave New World» «Дивный новый мир»                             | Джо Шаппелл        | Дж. Х. Уаймен, Джефф Пинкнер и Акива Голдсман                                                      | 4 мая 2012 11 мая 2012 | 3X7021 3X7022 | 2,73 3,11           |
| Команда «За гранью» обнаруживает, что эскалатор в торговом центре заражен нанитами, которые находясь в теле человека при движении вызывают спонтанное самовозгорание. Выжившая девушка по имени Джессика Холт вызывается добровольцем, чтобы помочь Уолтеру приготовить антидот. Выясняется, что заражение - дело рук Джонса. Уолтер понимает, что Джонс не мог создать таких совершенных нанитов, и думает, что это дело рук Уильяма Белла. Они с Астрид отправляются на его поиски. Тем временем Джонс готовит новый теракт, Питер и Оливия пытаются его остановить. Оливия открывает в себе много удивительных новых способностей, которые спасают Питеру жизнь. Коллапс двух вселенных начался. Кусочки пазла складываются в голове у команды «За гранью». Они понимают, что Уильям Белл жив и похитил Уолтера на свой «Ковчег», чтобы разделить вместе с ним новый мир. Питер и Оливия пытаются остановить разрушение мира. Им придется пойти на необычайные жертвы, чтобы избежать необратимых последствий. |            |                                                                  |                    | |                        |               |                     |